# Oleg Grabar
Oleg Grabar (Estrasburgo, Francia, 3 de noviembre de 1929 - Princeton, Estados Unidos, 8 de enero de 2011) fue un historiador y arqueólogo, especializado en el arte y la arquitectura del mundo islámico.

## Biografía
Doctorado por la Universidad de Princeton en 1955. Sirvió en la facultad de la Universidad de Míchigan entre 1954-1969, antes de recibir su nombramiento como profesor en la Universidad de Harvard. Se convirtió en profesor de Arte islámico y Arquitectura en 1980 y permaneció en Harvard hasta 1990, cuando se incorporó al Instituto de Estudios Avanzados. Fue profesor emérito desde 1998.

## Obra
- La Alhambra. Alianza Editorial, 2006 (2 ed.) . ISBN 978-84-206-5319-8[3]
- La Alhambra : iconografía, formas y valores (2003) Alianza Editorial, ISBN 84-206-7009-X
- Arte y arquitectura del Islam 650-1250 (con Richard Ettinghausen), Madrid : Cátedra, 1996. ISBN 84-376-1425-2
- La formación del arte islámico. Madrid : Cátedra, D.L. 1979. ISBN 84-376-0169-X Edición inglesa de 1973